# Honduras aux Jeux olympiques d'été de 2016
Le Honduras participe aux Jeux olympiques d'été de 2016 à Rio de Janeiro au Brésil du 5 août au 21 août. Il s'agit de sa 11e participation à des Jeux d'été. La délégation se compose de 25 athlètes (1 femme et 24 hommes), dont 18 pour la seule équipe masculine de football. La lutteuse Brenda Bailey, quelques jours avant le début des épreuves, est retirée de la délégation sur avis du médecin, à la suite d'une blessure.

## Contexte
Le Honduras, pour sa 11e participation aux Jeux d'été depuis la création du comité national olympique en 1956, présente une délégation proche de celle des dernières éditions : l'athlétisme, la natation ainsi que les sports de combat font partie des disciplines auxquelles le Honduras participe depuis plusieurs éditions.
Sur les 8 athlètes concourant dans des disciplines individuelles, 6 sont invités sur décision de la commission tripartite et 2 se sont qualifiés, l'un grâce à sa place dans un tournoi continental, l'autre grâce à sa place dans le classement continental. L'équipe de football s'est qualifiée par le biais du tournoi pré-olympique continental.

## Épreuves

### Athlétisme
Homme
| Athlètes         | Compétitions | Série   | Série | Demi-finales | Demi-finales | Finale  | Finale  |
| ---------------- | ------------ | ------- | ----- | ------------ | ------------ | ------- | ------- |
| Athlètes         | Compétitions | Temps   | Rang  | Temps        | Rang         | Temps   | Rang    |
| Rolando Palacios | 200 mètres   | 21 s 32 | 7e    | Éliminé      | Éliminé      | Éliminé | Éliminé |

### Boxe
Teófimo López, né le 30 juillet 1997, représente le Honduras dans la compétition de boxe, dans la catégorie des poids légers (moins de 60 kg). Il est qualifié à l'issue du tournoi qualificatif américain, qui se tient du 11 au 19 mars 2016 à Buenos Aires en Argentine, où il obtient la seconde place, battu en finale par le Vénézuélien Luis Angel Cabrera (en).
Lors de son premier combat le 7 août, en 16e de finale, Teófimo López affronte le Français Sofiane Oumiha. Il perd aux points 3:0 à l'unanimité des trois juges (30-27 / 30-27 / 30-27) et est éliminé de la compétition.
| Athlète       | Compétition | Lieu                  | 1er tour                     | 2e tour             | Quart de finale     | Demi-finale         | Finale              |
| Athlète       | Compétition | Lieu                  | Adversaire Résultat          | Adversaire Résultat | Adversaire Résultat | Adversaire Résultat | Adversaire Résultat |
| ------------- | ----------- | --------------------- | ---------------------------- | ------------------- | ------------------- | ------------------- | ------------------- |
| Teófimo López | 60 kg       | Riocentro, Pavillon 6 | battu par Sofiane Oumiha 3:0 | Éliminé             | Éliminé             | Éliminé             | Éliminé             |

### Football
L'équipe du Honduras olympique de football gagne sa place pour les Jeux en tant que finaliste du tournoi pré-olympique de la CONCACAF. Au cours de ce tournoi, le Honduras élimine les États-Unis sur un score de 0-2 en demi-finale. Il rencontre en finale l'équipe du Mexique, contre laquelle il perd 0-2.

#### Effectif
La sélection hondurienne se compose de 18 joueurs dont 3 ont plus de 23 ans au début du tournoi.
| Numéro / Nom       | Numéro / Nom         | Équipe                | Sél. (but)      | Date de naissance | J.              |                 |                 |                 |                 |
| Gardiens de but    | Gardiens de but      | Gardiens de but       | Gardiens de but | Gardiens de but   | Gardiens de but | Gardiens de but | Gardiens de but | Gardiens de but | Gardiens de but |
| ------------------ | -------------------- | --------------------- | --------------- | ----------------- | --------------- | --------------- | --------------- | --------------- | --------------- |
| 1                  | Luis López Fernández | Real España           | 2 (0)           | 13 septembre 1993 | 0               | 0               | 0               | 0               | 0               |
| 18                 | Harold Fonseca       | Juticalpa FC (en)     | 5 (0)           | 8 octobre 1993    | 0               | 0               | 0               | 0               | 0               |
| Défenseurs         |                      |                       |                 |                   |                 |                 |                 |                 |                 |
| 2                  | Jonathan Paz         | CD Real Sociedad (en) | 14 (0)          | 18 juin 1995      | 0               | 0               | 0               | 0               | 0               |
| 3                  | Marcelo Pereira      | Motagua               | 3 (0)           | 27 mai 1995       | 0               | 0               | 0               | 0               | 0               |
| 4                  | Kevin Álvarez        | Olimpia               | 25 (2)          | 1er août 1996     | 0               | 0               | 0               | 0               | 0               |
| 5                  | Allans Vargas        | Real España           | 2 (0)           | 25 septembre 1993 | 0               | 0               | 0               | 0               | 0               |
| 8                  | Johnny Palacios      | Olimpia               | 26 (0)          | 20 décembre 1986  | 0               | 0               | 0               | 0               | 0               |
| 14                 | Elder Torres         | Real Monarchs         | 4 (0)           | 14 avril 1995     | 0               | 0               | 0               | 0               | 0               |
| 16                 | Brayan García        | Vida                  | 2 (0)           | 26 mars 1993      | 0               | 0               | 0               | 0               | 0               |
| Milieux de terrain |                      |                       |                 |                   |                 |                 |                 |                 |                 |
| 6                  | Bryan Acosta         | Real España           | 18 (0)          | 24 novembre 1993  | 0               | 0               | 0               | 0               | 0               |
| 7                  | Bryan Ramirez        | Juticalpa FC (en)     | 0 (0)           | 16 juin 1994      | 0               | 0               | 0               | 0               | 0               |
| 10                 | Oscar Salas          | Olimpia               | 8 (1)           | 8 décembre 1993   | 0               | 0               | 0               | 0               | 0               |
| 11                 | Marcelo Espinal      | Vida                  | 14 (0)          | 24 février 1993   | 0               | 0               | 0               | 0               | 0               |
| 13                 | Jhow Benavidez       | Real España           | 17 (3)          | 26 décembre 1995  | 0               | 0               | 0               | 0               | 0               |
| 15                 | Allan Banegas        | Marathón              | 3 (0)           | 4 octobre 1993    | 0               | 0               | 0               | 0               | 0               |
| Attaquants         |                      |                       |                 |                   |                 |                 |                 |                 |                 |
| 9                  | Anthony Lozano       | Tenerife              | 32 (14)         | 25 avril 1993     | 0               | 0               | 0               | 0               | 0               |
| 12                 | Romell Quioto        | Olimpia               | 11 (3)          | 9 septembre 1991  | 0               | 0               | 0               | 0               | 0               |
| 17                 | Alberth Elis         | Olimpia               | 11 (3)          | 12 février 1996   | 0               | 0               | 0               | 0               | 0               |
| Sélectionneur      |                      |                       |                 |                   |                 |                 |                 |                 |                 |
|                    | Luis Pinto           |                       |                 | 16 décembre 1952  |                 |                 |                 |                 |                 |

 = capitaine --  Gardien de butDéfenseurMilieu de terrainAttaquantSélectionneur

#### Premier tour
Le tirage au sort du 14 avril 2016 place le Honduras dans le groupe D, avec l'Algérie, l'Argentine et le Portugal.
Classement
| Rang | Équipe    | Pts | J | G | N | P | Bp | Bc | Diff |
| ---- | --------- | --- | - | - | - | - | -- | -- | ---- |
| 1    | Portugal  | 7   | 3 | 2 | 1 | 0 | 5  | 2  | +3   |
| 2    | Honduras  | 4   | 3 | 1 | 1 | 1 | 5  | 5  | 0    |
| 3    | Argentine | 4   | 3 | 1 | 1 | 1 | 3  | 4  | -1   |
| 4    | Algérie   | 1   | 3 | 0 | 1 | 2 | 4  | 6  | -2   |

|  | Qualifié pour le deuxième tour de la compétition.                                                                  |
|  | Pts points ; G victoires ; N match nuls ; P défaites Bp buts marqués ; Bc buts encaissés ; Diff différence de buts |

Matches
| 4 août 2016  | Honduras                                                     | 3 - 2   | Algérie                                      |                                                                                   |                                                                                   |
| 15 h 0 UTC-3 | Romell Quioto 13e · Marcelo Pereira 33e · Anthony Lozano 79e | (2 - 0) | 68e Sofiane Bendebka · 85e Baghdad Bounedjah | Stade Nilton-Santos, Rio de Janeiro Spectateurs : 20 000 Arbitrage : Ricci Sandro | Stade Nilton-Santos, Rio de Janeiro Spectateurs : 20 000 Arbitrage : Ricci Sandro |
| 15 h 0 UTC-3 | Rapport                                                      |         |                                              | Stade Nilton-Santos, Rio de Janeiro Spectateurs : 20 000 Arbitrage : Ricci Sandro | Stade Nilton-Santos, Rio de Janeiro Spectateurs : 20 000 Arbitrage : Ricci Sandro |

| 7 août 2016  | Honduras         | 1 - 2   | Portugal                                      |                                                                                     |                                                                                     |
| 15 h 0 UTC-3 | Alberth Elis 1re | (1 - 2) | 21e Tobias Figueiredo · 36e Gonçalo Paciência | Stade Nilton-Santos, Rio de Janeiro Spectateurs : 32 928 Arbitrage : Roddy Zambrano | Stade Nilton-Santos, Rio de Janeiro Spectateurs : 32 928 Arbitrage : Roddy Zambrano |
| 15 h 0 UTC-3 | Rapport          |         |                                               | Stade Nilton-Santos, Rio de Janeiro Spectateurs : 32 928 Arbitrage : Roddy Zambrano | Stade Nilton-Santos, Rio de Janeiro Spectateurs : 32 928 Arbitrage : Roddy Zambrano |

| 10 août 2016 | Argentine               | 1 - 1   | Honduras                 |                                                                                                |                                                                                                |
| 13 h 0 UTC-3 | Mauricio Martínez 90+3e | (0 - 0) | Anthony Lozano 75e (pen) | Estádio Nacional Mané-Garrincha, Brasilia Spectateurs : 16 029 Arbitrage : Antonio Mateu Lahoz | Estádio Nacional Mané-Garrincha, Brasilia Spectateurs : 16 029 Arbitrage : Antonio Mateu Lahoz |
| 13 h 0 UTC-3 | Rapport                 |         |                          | Estádio Nacional Mané-Garrincha, Brasilia Spectateurs : 16 029 Arbitrage : Antonio Mateu Lahoz | Estádio Nacional Mané-Garrincha, Brasilia Spectateurs : 16 029 Arbitrage : Antonio Mateu Lahoz |

#### Phase finale
Quart de finale
| 13 août 2016 | Corée du Sud | 0 - 1   | Honduras         |                                                                        |                                                                        |
| 19 h UTC−3   |              | (0 - 0) | 60e Alberth Elis | Mineirão, Belo Horizonte Spectateurs : 37 440 Arbitrage : Ghead Grisha | Mineirão, Belo Horizonte Spectateurs : 37 440 Arbitrage : Ghead Grisha |

Demi-finale
| 17 août 2016 | Honduras | 0 - 6   | Brésil                                                                           |                                                                               |                                                                               |
| 13 h UTC−3   |          | (0 - 3) | 1re 90e (pen.) Neymar · 26e 35e Gabriel Jesus · 51e Marquinhos · 79e Luan Garcia | Arena Corinthians, São Paulo Spectateurs : 52 457 Arbitrage : Ovidiou Hategan | Arena Corinthians, São Paulo Spectateurs : 52 457 Arbitrage : Ovidiou Hategan |

Match pour la médaille de bronze
| 20 août 2016 | Honduras                                 | 2 - 3   | Nigeria                             |                                                                       |                                                                       |
| 13 h UTC−3   | Anthony Lozano 71e · Marcelo Pereira 86e | (0 - 1) | 34e 56e Umar Sadiq · 49e Aminu Umar | Mineirão, Belo Horizonte Spectateurs : 9 091 Arbitrage : Sandro Ricci | Mineirão, Belo Horizonte Spectateurs : 9 091 Arbitrage : Sandro Ricci |

### Haltérophilie
Pour la seconde fois de sa carrière, Christopher Pavón (né le 18 avril 1993) représente le Honduras aux Jeux olympiques. Il se rend à Rio sur invitation de la commission tripartite et entre en compétition dans la phase unique des moins de 94 kg.
À l'arraché, il échoue à soulever 140 kg, puis soulève respectivement 140 et 145 kg lors des deux essais suivants. À l'épaulé-jeté, il soulève 180 kg, mais échoue à 185 lors des essais suivants. Cette performance le classe 15e (sur 17) de sa catégorie.
| Athlète           | Épreuve    | Date        | Lieu                  | Arraché  | Arraché | Épaulé-jeté | Épaulé-jeté | Total | Rang |
| Athlète           | Épreuve    | Date        | Lieu                  | Résultat | Rang    | Résultat    | Rang        | Total | Rang |
| ----------------- | ---------- | ----------- | --------------------- | -------- | ------- | ----------- | ----------- | ----- | ---- |
| Christopher Pavón | - de 94 kg | 4 août 2012 | Riocentro, Pavillon 2 | 145      | 15e     | 180         | 15e         | 325   | 15e  |

### Judo
Ramón Pileta (en), né le 20 mars 1977, représente le Honduras dans la compétition de judo, dans la catégorie des plus de 100 kg. Il est qualifié grâce à sa position dans le classement continental pan-américain (70e mondial.
Lors de son premier combat le 12 août, en 16e de finale, Ramón Pileta affronte le Brésilien Rafael Silva (9e mondial, 172,2 kg). Après 3 min 22 s, Silva gagne par ippon sur une projection ō-soto-gari. Il avait marqué un waza-ari à 1 min 13 s sur un harai-makikomi. Pileta avait lui été averti à 2 min 25 s pour une prise interdite.
| Athlète           | Compétition    | 1er tour                     | 2e tour             | 3e tour             | Quart de finale     | Demi-finale         | Repêchage 1         | Repêchage 2         | Finale              | Rang |
| Athlète           | Compétition    | Adversaire Résultat          | Adversaire Résultat | Adversaire Résultat | Adversaire Résultat | Adversaire Résultat | Adversaire Résultat | Adversaire Résultat | Adversaire Résultat | Rang |
| ----------------- | -------------- | ---------------------------- | ------------------- | ------------------- | ------------------- | ------------------- | ------------------- | ------------------- | ------------------- | ---- |
| Ramón Pileta (en) | Plus de 100 kg | battu par Rafael Silva 110 - | Éliminé             | Éliminé             | Éliminé             | Éliminé             | Éliminé             | Éliminé             | Éliminé             | 17e  |

### Lutte
La lutteuse hondurienne Brenda Bailey, médaillée de bronze aux Jeux d'Amérique centrale et des Caraïbes de Veracruz 2014, est invitée invitée aux épreuves par la commission tripartite en mai 2016, pour participer aux épreuves de lutte libre féminine dans la catégorie des moins de 48 kg. En août 2016, lors d'un entraînement contre une lutteuse cambodgienne, Brenda Bailey se blesse au genou droit (rupture quasi totale du ligament collatéral fibulaire). Six jours plus tard, Eva Villalta, médecin du comité olympique, lui interdit de participer aux jeux olympiques.

### Natation
Le Honduras présente deux athlètes pour la compétition de natation : Allan Gutiérrez Castro, né le 12 août 1993 (22 ans lors des épreuves), qui participe au 100 m papillon hommes et Sara Pastrana, née le 12 mars 1999 (17 ans lors des épreuves), qui participe au 200 m nage libre femmes.
100 m papillon hommes
Allan Gutiérrez participe aux éliminatoires (2e série) le 11 août 2016, qui se déroulent au Stade aquatique olympique. Il termine 6e, 3 s 21 derrière le vainqueur du groupe, le Canadien Santo Condorelli et 3 s 79 derrière le vainqueur des séries, le Singapourien Joseph Schooling.
| Athlète                     | Épreuve        | Séries  | Séries | Demi-finales | Demi-finales | Finale  | Finale  |
| Athlète                     | Épreuve        | Temps   | Rang   | Temps        | Rang         | Temps   | Rang    |
| --------------------------- | -------------- | ------- | ------ | ------------ | ------------ | ------- | ------- |
| Allan Gutiérrez Castro (en) | 100 m papillon | 55 s 20 | 39e/43 | Éliminé      | Éliminé      | Éliminé | Éliminé |

200 m nage libre femmes
Sara Pastrana
Sara Pastrana participe aux éliminatoires (2e série) le 8 août 2016, qui se déroulent au Stade aquatique olympique. Elle termine 6e, 3 s 13 derrière la vainqueur du groupe, la Serbe Katarina Simonovic et 8 s 18 derrière la vainqueur des séries, l'Américaine Katie Ledecky.
| Athlète            | Épreuve          | Séries       | Séries | Demi-finales | Demi-finales | Finale   | Finale   |
| Athlète            | Épreuve          | Temps        | Rang   | Temps        | Rang         | Temps    | Rang     |
| ------------------ | ---------------- | ------------ | ------ | ------------ | ------------ | -------- | -------- |
| Sara Pastrana (en) | 200 m nage libre | 2 min 3 s 19 | 38e/42 | Éliminée     | Éliminée     | Éliminée | Éliminée |

### Taekwondo
Miguel Adrián Ferrera Rodríguez représente le Honduras dans la compétition de taekwondo. Il est invité sur décision de la commission tripartite dans la catégorie des moins de 80 kg.
Miguel Ferrera affronte au premier tour Mahdi Khodabahshi de la délégation iranienne et perd 13-1 contre lui, en trois rounds (7-1, 2-0, 4-0) et 2 min. Il est éliminé de la compétition.
| Athlète             | Compétition   | Huitièmes de finale                  | Quarts de finale | Demi-finales | Repêchage 1 | Repêchage 2 | Finale  | Rang |
| Athlète             | Compétition   | Adversaire Résultat                  | Quarts de finale | Demi-finales | Repêchage 1 | Repêchage 2 | Finale  | Rang |
| ------------------- | ------------- | ------------------------------------ | ---------------- | ------------ | ----------- | ----------- | ------- | ---- |
| Miguel Ferrera (en) | −80 kg hommes | Perd contre Mahdi Khodabahshi 13 - 1 | Éliminé          | Éliminé      | Éliminé     | Éliminé     | Éliminé | 11e  |